# Žihobce
Žihobce là một làng thuộc huyện Klatovy, vùng Plzeňský, Cộng hòa Séc.